# La Bérarde
La Bérarde è una località del comune Saint-Christophe-en-Oisans. Situata ad una altezza di 1.727 m. nella valle del Vénéon è il cuore del Massiccio degli Écrins.
Cinque rifugi sono accessibili dalla località: il Refuge du Châtelleret (2.232 m), il Refuge du Promontoire (3.092 m), il Refuge du Carrelet, il Refuge Temple-Ecrins (2.410 m) ed il Refuge de la Pilatte (2.572 m).
È un importante centro per la pratica dell'alpinismo e dell'arrampicata.
L'accesso è assicurato da una piccola strada panoramica e stretta.
Piogge torrenziali e frane hanno distrutto La Bérarde il 21 giugno 2024. Strade e ponti sono stati spazzati via